# آلنابات
آلنابات (به لاتین: Alnabat، تا ۲۰۱۱ میلادی علی‌اسماعیل‌لی Əliismayıllı) یک منطقه مسکونی در جمهوری آذربایجان است که در شهرستان گدابیگ واقع شده است. آلنابات ۱۲۹۵ نفر جمعیت دارد.